# 4-ビニルシクロヘキセン
4-ビニルシクロヘキセン（英語: 4-vinylcyclohexene）は、シクロヘキセン環の4位にビニル基が置換した有機化合物である。無色の液体。キラルであるが、主にラセミ体として使用される。ビニルシクロヘキセンジオキシドの前駆体である。

## 合成
ディールス・アルダー反応による1,3-ブタジエンの二量化によって合成する。この反応は触媒の存在下、1.3 ～ 100 MPaの圧力、110 ～ 425 °Cの温度で行われる。触媒は炭化ケイ素と銅またはクロムの塩の混合物である。競合生成物は1,5-シクロオクタジエンである。

## 安全性
4-ビニルシクロヘキセンは、IARCによりグループ2Bの発がん性物に分類されている。